# Discoderus aequalis
Discoderus aequalis är en skalbaggsart som beskrevs av Thomas Casey. Discoderus aequalis ingår i släktet Discoderus och familjen jordlöpare. Inga underarter finns listade i Catalogue of Life.